# 换书阅读

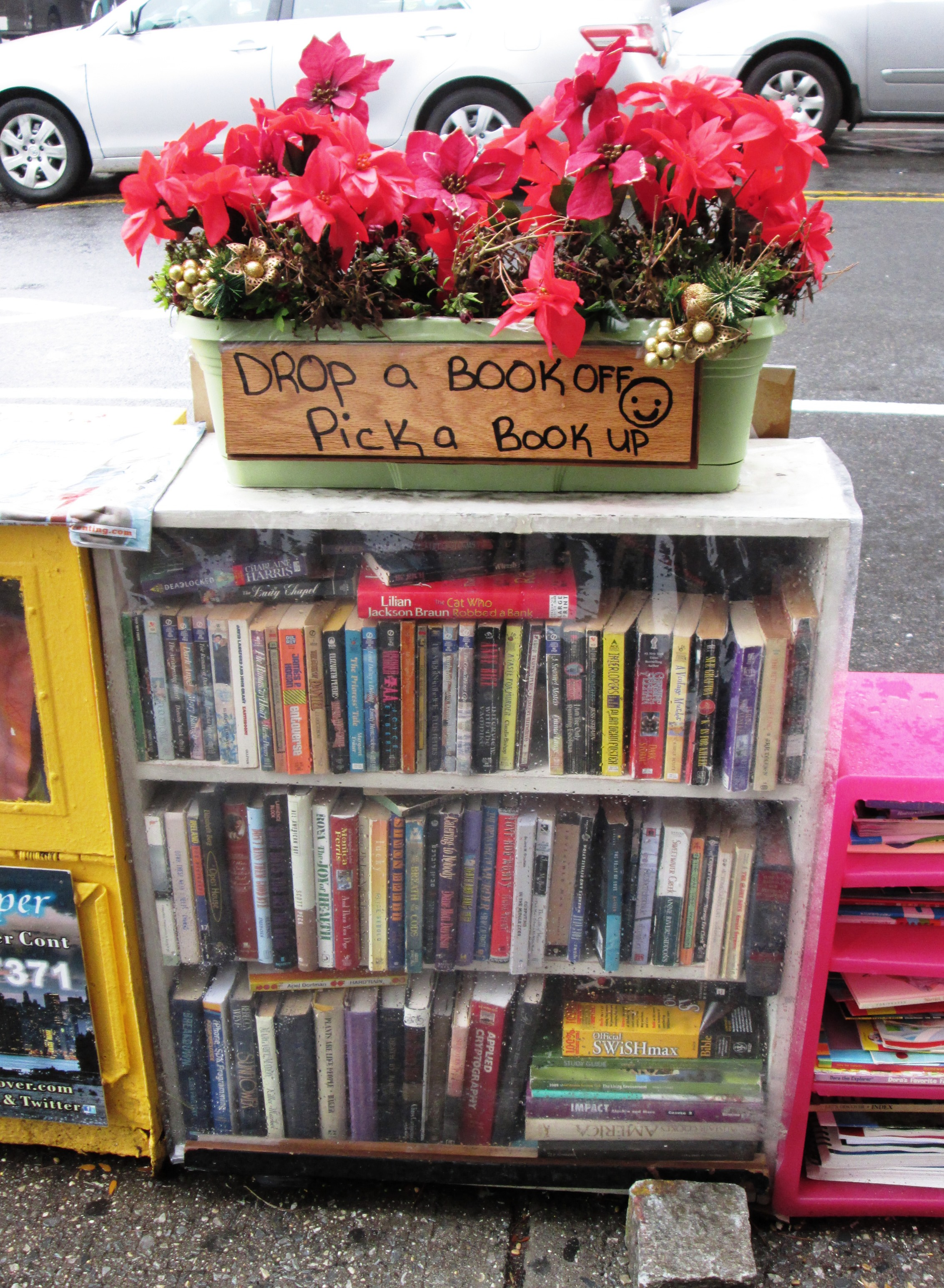
纽约街头的一个图书交换书柜

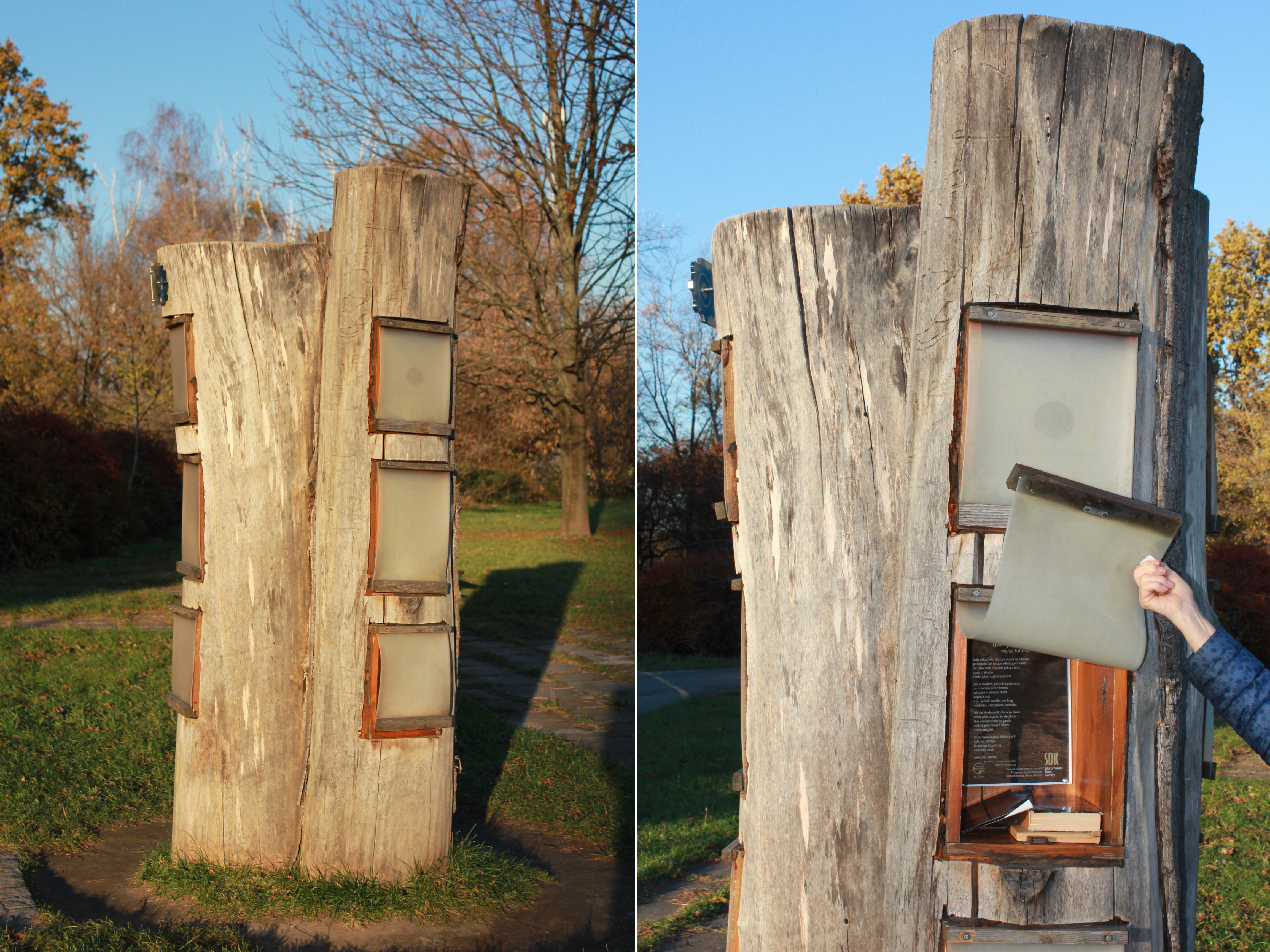
波蘭華沙公園的樹幹圖書交換 (2021)

换书阅读，亦称作图书交换、好書交換，是一种阅读交换活动。会有书柜设在街头。换书阅读主要通过设在街头的公共书柜或临时举行的换书活动进行。参与者在带走自己想要阅读的图书的同时需要留下等量的其他图书作为交换，以此实现图书的共享，使读者能读到更多的图书。